# Strada statale 472 Bergamina
L'ex strada statale 472 Bergamina (SS 472), ora strada provinciale ex strada statale 472 (SP ex SS 472) in provincia di Bergamo e in provincia di Lodi e strada provinciale cremonese ex strada statale 472 Bergamina (SP CR ex SS 472) in provincia di Cremona, è una strada provinciale italiana che si sviluppa per intero in Lombardia.

## Percorso
Inizia a Treviglio, in viale Merisio, dall'incrocio con la strada statale 11 Padana Superiore, attraversa l'abitato lungo viale Piave e oltrepassata la linea ferroviaria Milano-Venezia, si snoda verso sud su un tracciato che tocca i centri di Casirate d'Adda e Arzago d'Adda; la strada entra dunque in provincia di Cremona, passa vicino al comune di Agnadello e attraversa Pandino  (dopo il quale interseca la ex strada statale 415 Paullese) e Dovera. Tale tratta ospitò, fra il 1879 e il 1920 il binario della tranvia Lodi-Treviglio-Bergamo.
Entrata nel Lodigiano, la strada arriva in pochi chilometri a Lodi, dove originariamente si innestava sulla ex strada statale 235 di Orzinuovi ed ora si innesta sulla tangenziale est di Lodi.

## Storia
La strada statale 472 venne istituita nel 1964 con il seguente itinerario: "Innesto strada statale n. 11 «Padana Superiore» a Treviglio - Innesto strada statale n. 235 «di Orzinuovi» a Lodi."
In seguito al decreto legislativo n. 112 del 1998, dal 2001, la gestione è passata dall'ANAS alla Regione Lombardia che ha provveduto al trasferimento dell'infrastruttura al demanio della Provincia di Bergamo, della Provincia di Cremona e della Provincia di Lodi per le tratte territorialmente competenti.
Secondo il rapporto ACI Localizzazione degli incidenti stradali 2006, pubblicato nel 2008, l'arteria risultava la strada statale più pericolosa della provincia di Bergamo, con un rapporti morti/km tra i più alti d'Italia.